# 張美珠
張美珠（Mei-Chu Chang），台裔數學家，專長領域為代數幾何及組合數論，現為加利福尼亞大學河濱分校教授。

## 生平
張教授於國立臺灣大學學士畢業後，於1982年在加州大學柏克萊分校博士畢業，指導教授為羅賓·哈茨霍恩。博士畢業後，她到加州理工學院任教，後來也曾於密西根大學和南卡羅來納大學工作。1987年加入河濱分校至今。
2017年獲選為美國數學學會院士，以肯定其「對算術組合學、分析數論和代數幾何的貢獻」。

## 外部連結
- 張美珠在數學譜系計畫的資料。